# Вацлав Розіняк
Вацлав Розіняк (чеськ. Václav Roziňák; нар. 7 грудня 1922, Прага, Чехословаччина — пом. 1 березня 1997, Цюрих, Швейцарія) — чехословацький хокеїст, нападник.
Чемпіон світу 1947, 1949. З 2008 року член зали слави чеського хокею.

## Клубна кар'єра
Грав за празькі команди «Стадіон» (1942—1947) та ЛТЦ (1948—1950). Чемпіон Чехословаччини 1949 року. В ЛТЦ (Прага) грав в одній трійці з Владіміром Забродським та Станіславом Конопасеком. В 1950 році, проти багатьох провідних хокеїстів країни, були зфабриковані кримінальні справи у державній зраді та шпіонажі на користь капіталістичних країн. Вацлав Розіняк провів декілька років у тюрьмі. З 1956 по 1964 рік грав за «Спартак Соколово». Всього в лізі забив 98 голів.

## Виступи у збірній
У складі національної збірної на Олімпійських іграх 1948 в Санкт-Моріці здобув срібну нагороду.
Брав участь у трьох чемпіонатах світу та Європи. Чемпіон світу 1947, 1949; другий призер 1948. Триразовий чемпіон Європи — 1947, 1948, 1949. На чемпіонатах світу та Олімпійських іграх провів 15 матчів (11 закинутих шайб), а всього у складі збірної Чехословаччини — 44 матчі (39 голів).

## Досягнення
- Олімпійські ігри

 Віце-чемпіон (1): 1948
- Чемпіонат світу

 Чемпіон (2): 1947, 1949
 Віце-чемпіон (1): 1948
- Чемпіонат Європи

 Чемпіон (3): 1947, 1948, 1949
- Чемпіонат Чехословаччини

 Чемпіон (1): 1949